# Agrilus senohi
Agrilus senohi é uma espécie de inseto do género Agrilus, família Buprestidae, ordem Coleoptera.
Foi descrita cientificamente por Tôyama, 1988.